# Barroco Naryshkin

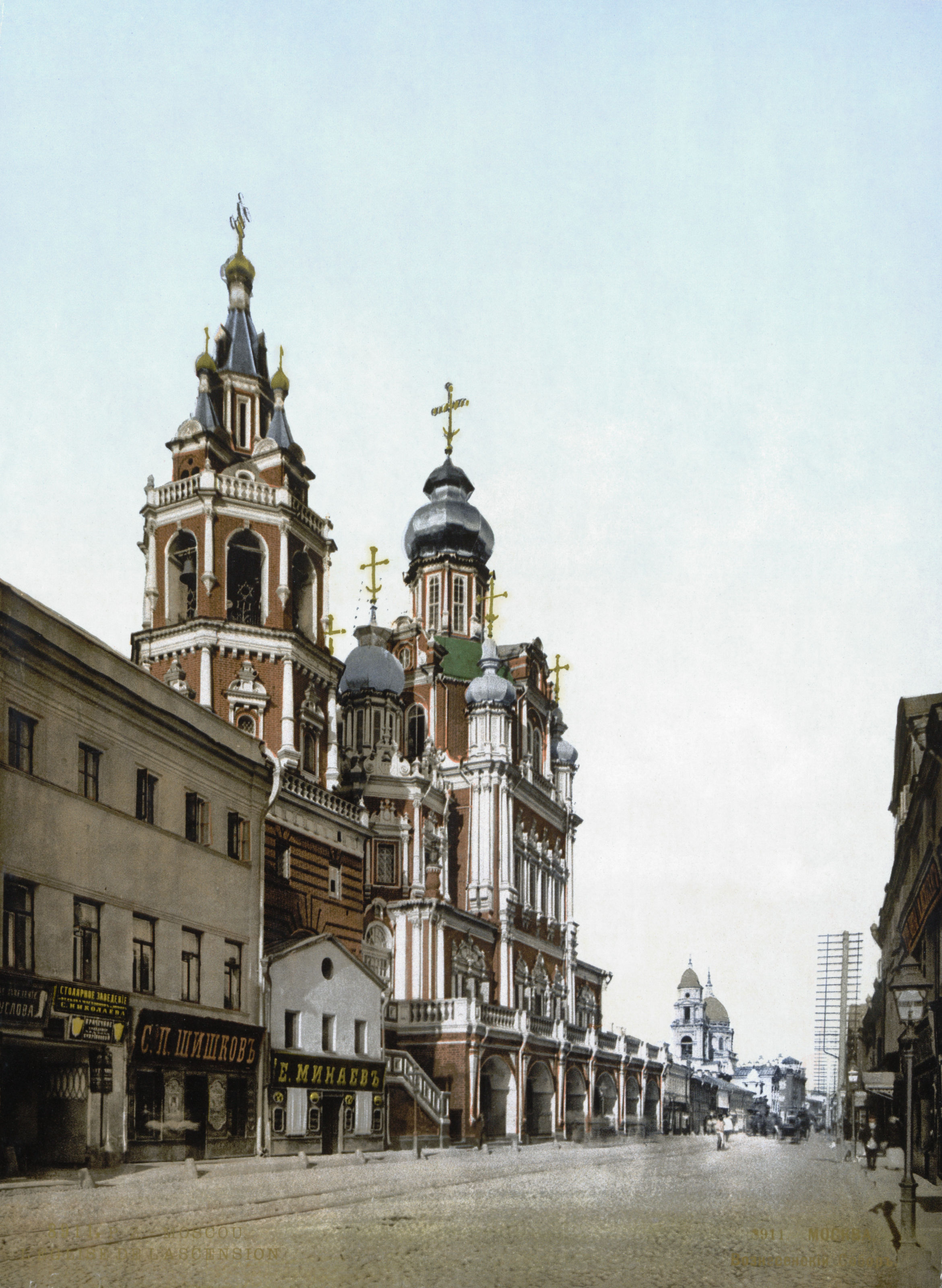
Iglesia de La Asunción en la calle Pokrovka, Moscú (1696-1699)

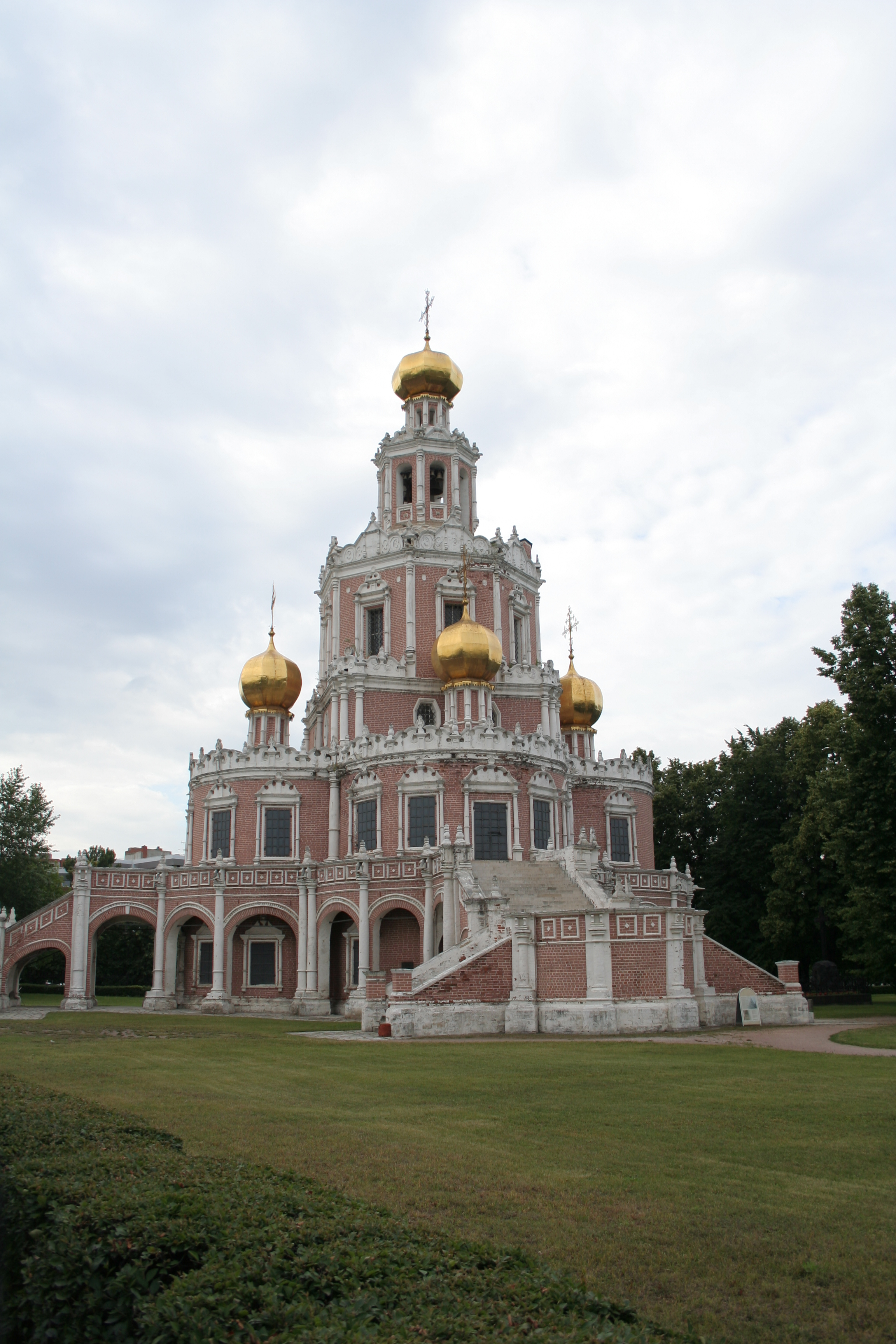
Iglesia de la Intercesión en Filí (1693-1696)

El barroco Naryshkin, también conocido más tardíamente como barroco de Moscú, o barroco moscovita, es una fase de la arquitectura rusa y la decoración que corresponde a la época del Barroco que estaba de moda en Moscú a finales del siglo XVII y principios del siglo XVIII.
Fundamentalmente el barroco Naryshkin es una fusión entre la arquitectura tradicional rusa con elementos barrocos importados de Europa Central por medio del barroco ucraniano. Contrasta con el tratamiento más radical que representa el barroco petrino, ejemplificado en la Catedral de los Santos Pedro y Pablo en San Petersburgo y la Torre Ménshikov en Moscú.
Las primeras iglesias barrocas fueron construidas en propiedades de los Naryshkin, una familia de boyardos moscovitas, familia de Natalia Narýshkina, madre de Pedro el Grande. La más destacada de estas pequeñas iglesias cerca de la ciudad fueron la iglesia de la Intercesión en Filí (1693-1696), la Iglesia de la Señal (Platytera) de Dubróvitsy (1690-1697), y la iglesia del Salvador en Ubory (1694-1697). Fueron construidas en ladrillo rojo con muchos motivos en piedra blanca. El campanario no se colocaba junto a la iglesia, como era habitual en el siglo XVII, pero si se ubicaba en la fachada creando originales composiciones.
El estilo se fue difundiendo gradualmente por toda Rusia; muchos monasterios fueron remodelados desde que apareció y se puso de moda este estilo. Los más afortunados en este estilo fueron el monasterio Novodévichi y el monasterio Donskói, en Moscú, así como el Metochium de Krutitsy (Крутицкое подворье o Krutítskoe podvorye) y el claustro Solotcha cerca de Riazán. La arquitectura civil también buscaba adaptarse a la estética barroca, por ejemplo, la torre Sújarev en Moscú, y hay formas renovadas del estilo como el Despacho principal de medicinas en la plaza Roja. Los arquitectos más importantes vinculados con el barroco Naryshkin fueron Yákov Bujvóstov y Piotr Potápov.
En la década de 1730 el barroco moscovita fue dando paso al estilo barroco propio de Francesco Rastrelli, también llamado barroco isabelino.

## Terminología
En la segunda mitad del siglo XVII, en Rusia, se produjo un punto de inflexión importante en la sociedad que concedía al hombre un lugar central en el arte y el pensamiento. Este fenómeno es llamado por los rusos «prerrenacimiento ruso». Pero apareció mucho más tarde que el fenómeno europeo occidental del Renacimiento que ya estaba presente en el siglo XIII en Italia. En arquitectura, resultó en un distanciamiento de los criterios de la arquitectura de la Edad Media y en una racionalización en las elecciones de los órdenes arquitectónicos.

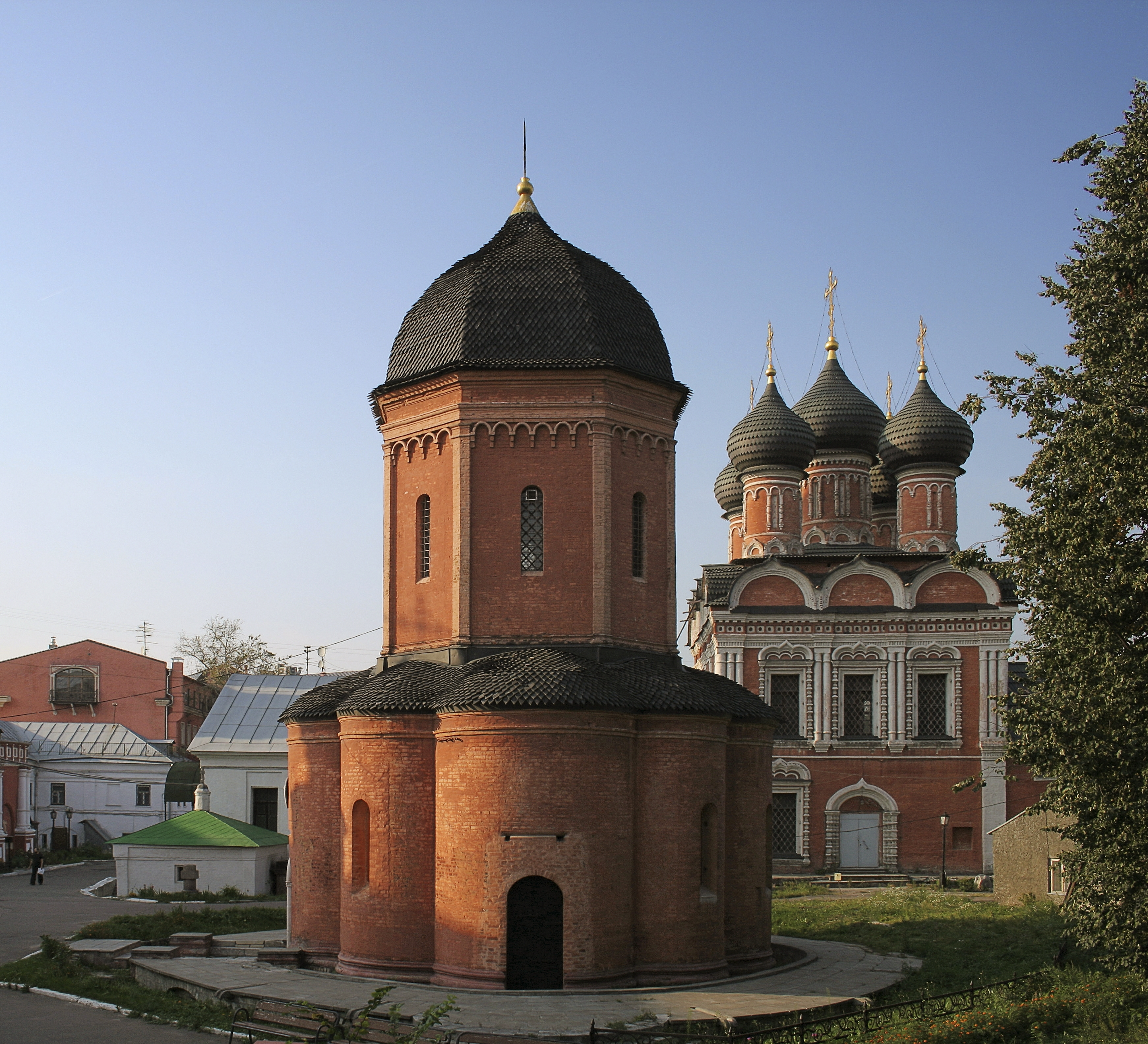
Monasterio de San Pedro el Alto

A finales del siglo XIX, principios del XX, este estilo arquitectónico ruso fue estudiado y clasificado separadamente del de las otras artes y relacionado con los órdenes arquitectónicos de Europa occidental. En la ignorancia de los orígenes de su desarrollo, utilizando la única cronología de Europa occidental, el movimiento fue llamado «barroco». Debe tenerse en cuenta que, de acuerdo con las ideas de la época, los progresos en el arte y la cultura rusa a fines del siglo XVII estaban exclusivamente relacionados con Pedro el Grande y su entorno. Esta es la razón por la cual la variante rusa del barroco fue llamada «Naryshkin», llamada así por la línea materna del zar. Esta familia era considerada la primera en haberse distinguido por sus elecciones arquitectónicas del estilo de los edificios de la antigua Rusia. Los primeros edificios de este estilo Naryshkin fueron la iglesia de la Intercesión en Filí (1693-1696) y la catedral del monasterio de San Pedro el Alto.
Más tarde, en la década de 1960, tras los estudios realizados sobre el barroco Naryshkin, se estableció que la catedral del monasterio de Vysokopetrovsky ya había sido construida a principios del siglo XVI. Otros edificios construidos antes, como la Iglesia de la Intercesión de la Virgen (Fili), ya tenían el mismo estilo arquitectónico. Entre estos se encuentran el convento de Novodevichy y otros, algunos de los cuales han sido destruidos. La denominación «barroco Naryshkin» ha perdido así su relevancia.
Todos estos estudios han mostrado vínculos bastante más cercanos con la arquitectura del Renacimiento. Pero, a pesar de todo, el término «barroco» fue conservado para designar estos edificios moscovitas a pesar de que los investigadores consideran que se trata de «barroco haciendo función de renacimiento».

## Etapas del desarrollo de estilo

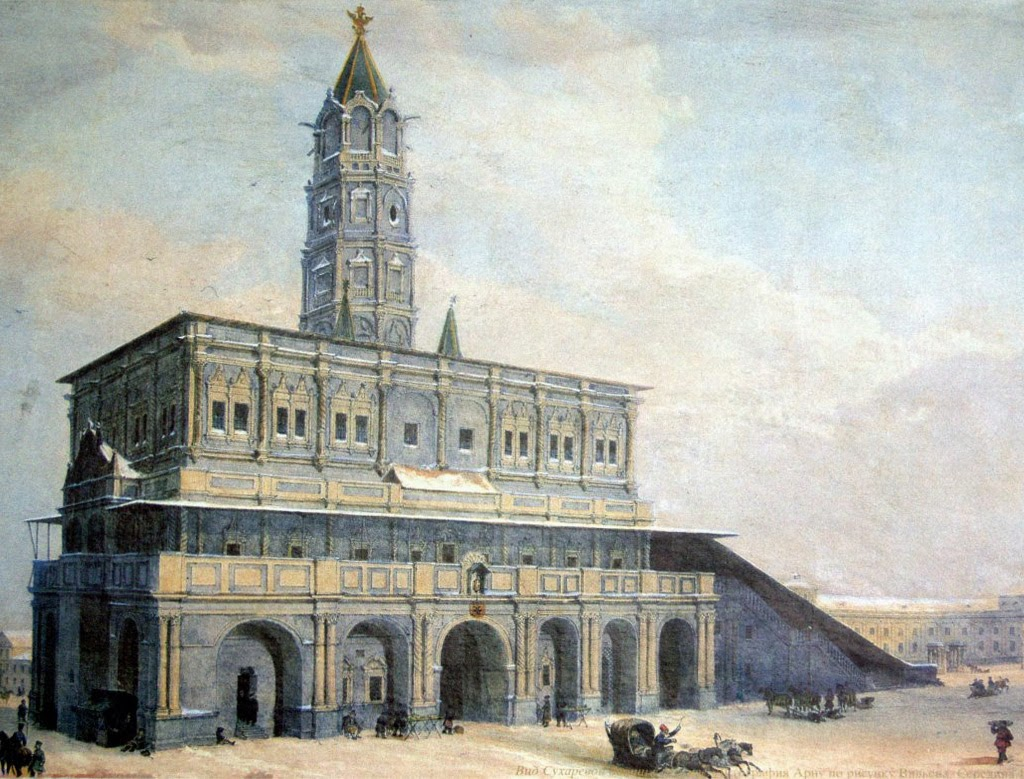
Torre Soukharev, ejemplo de la arquitectura civil del barroco de Moscú (1695) destruida en 1934

El principal período de desarrollo de la arquitectura del «barroco moscovita» es el que comienza a principios de los años 1680 hasta principios de los años de 1700. En las otras regiones de Rusia, donde se manifestó este estilo, pero siguiendo aspectos simplificados, fue retomado hasta finales del siglo XVIII. La falta de aliento de este estilo en Rusia pudo estar vinculada al traslado de la capital desde Moscú a San Petersburgo y por las orientaciones específicas de los arquitectos de Pedro el Grande a los gustos de Europa occidental.

## Características
El barroco Naryshkin es esencialmente una mezcla de la arquitectura tradicional rusa con elementos decorativos inspirados en Europa Central, en Polonia, Alemania o Italia y en el barroco ucraniano. Se suele oponer el barroco Naryshkin con un enfoque más radical del barroco, típico del reinado de Pedro el Grande, simbolizado por la Catedral de los Santos Pedro y Pablo en San Petersburgo.
El barroco moscovita no es una simple copia del barroco alemán o italiano. De hecho, bajo la influencia de la arquitectura ucraniana en madera, creó un tipo popular de iglesia en pisos sin equivalente en Europa. El desarrollo de este estilo moscovita fue interrumpido súbitamente por el ukase de Pedro el Grande de 9 de octubre de 1714 que hizo detener los trabajos en curso en Moscú para acelerar la construcción de su nueva capital en San Petersburgo. A pesar de la brevedad de su aparición, este barroco moscovita fue fértil y dio edificios de primer nivel. Iglesia de la Santísima Trinidad en Ostankino
La primera característica de estas iglesias de Moscú es la virtual desaparición de la forma piramidal. Las cinco cúpulas fueron casi una obligación y se dispusieron sobre bóvedas de arcos sobrecargados con kokoshniki. Estas cúpulas tienen solo un papel decorativo.

## Edificios barrocos moscovitas

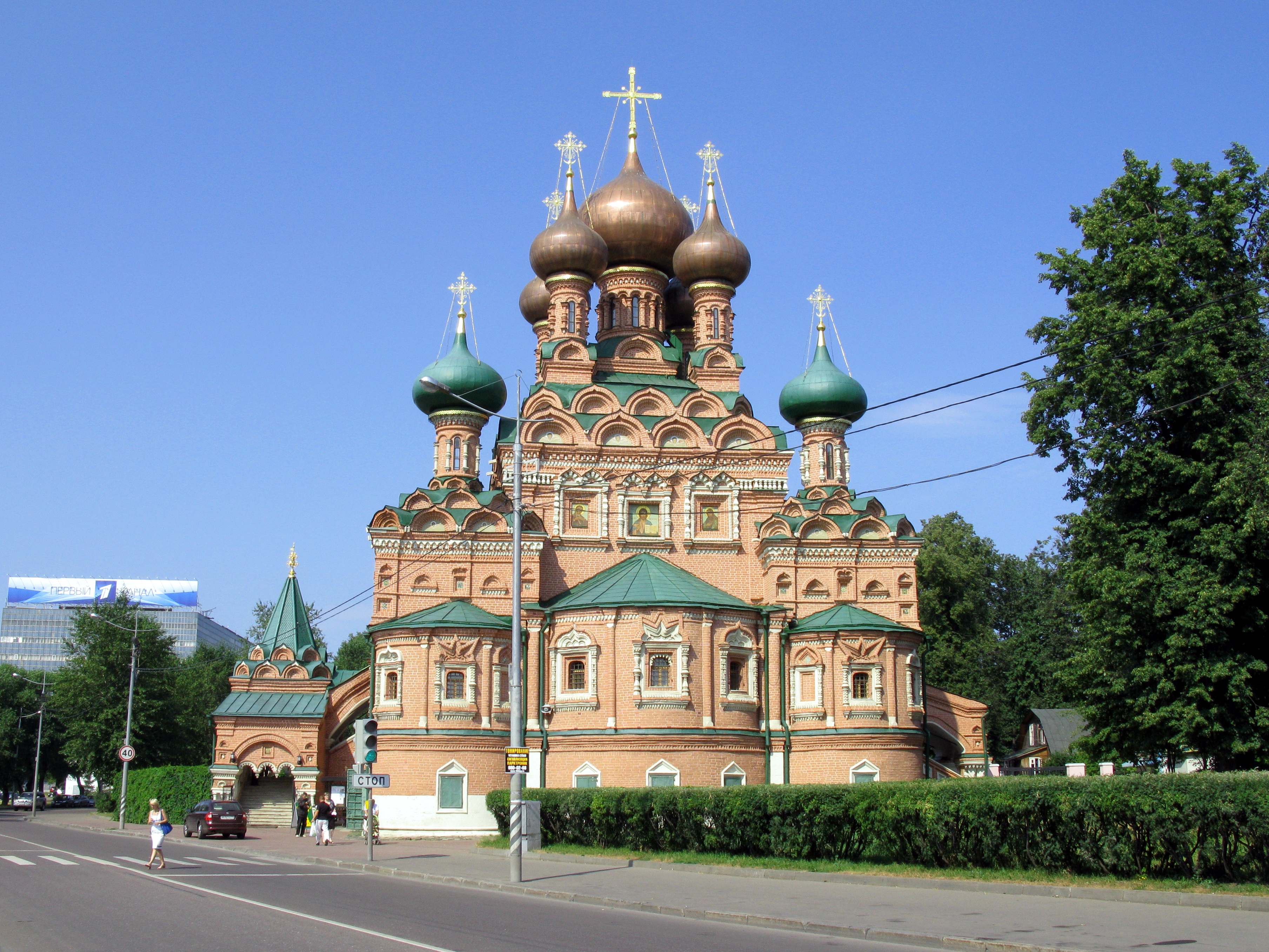
iglesia de la Santa Trinidad en Ostankino

- El monumento más típico es la iglesia de Ostankino dedicada a la Santísima Trinidad. Data de 1668 y fue construida en el dominio de los boyardos Sheremetev. Está coronada por cinco cúpulas sobre delgados tambores por encima de dos filas de kokochniki superpuestos. Los portales y los marcos de las ventanas ricamente decorados son de un estilo barroco exuberante.[3]
- La torre Sukharev, demolida en 1934 por orden de Stalin, había sido erigida por Pedro I el Grande en honor a un mayordomo llamado Sukharev bajo cuya protección el joven zar se había refugiado durante la revuelta de los Streltsí de 1698; es otro ejemplo del barroco moscovita.[4]
- La torre Ménshikov construida entre 1705 y 1707 debía elevarse por encima de la torre Sukharev. En 1723 un incendio destruyó el piso superior de madera. Es un edificio de puro estilo ucraniano. Desde 1714, el ukase de Pedro el Grande prohibió las construcciones de piedra y paralizó la arquitectura moscovita durante medio siglo.[5]
- El monasterio de la Nueva Jerusalén y su principal iglesia de la Resurrección copiada del templo de Jerusalén se deben a la iniciativa del Patriarca Nikon (Patriarca de Moscú), iniciador de la reforma arquitectónica del Barroco de Moscú.[3]
- La Iglesia de San Gregorio de Neocaesarea, construida en 1679, también es de una riqueza exuberante y colorida. Sus contemporáneos la habían apodado  la Bella (Krasnaïa) La cornisa está decorada con un friso de cerámica. El conjunto es abigarrado con colores vivos.[3]
- La iglesia de San Nicolás «Gran Cruz», construida a finales del siglo XVII, fue destruida en 1934.

## Galería de imágenes

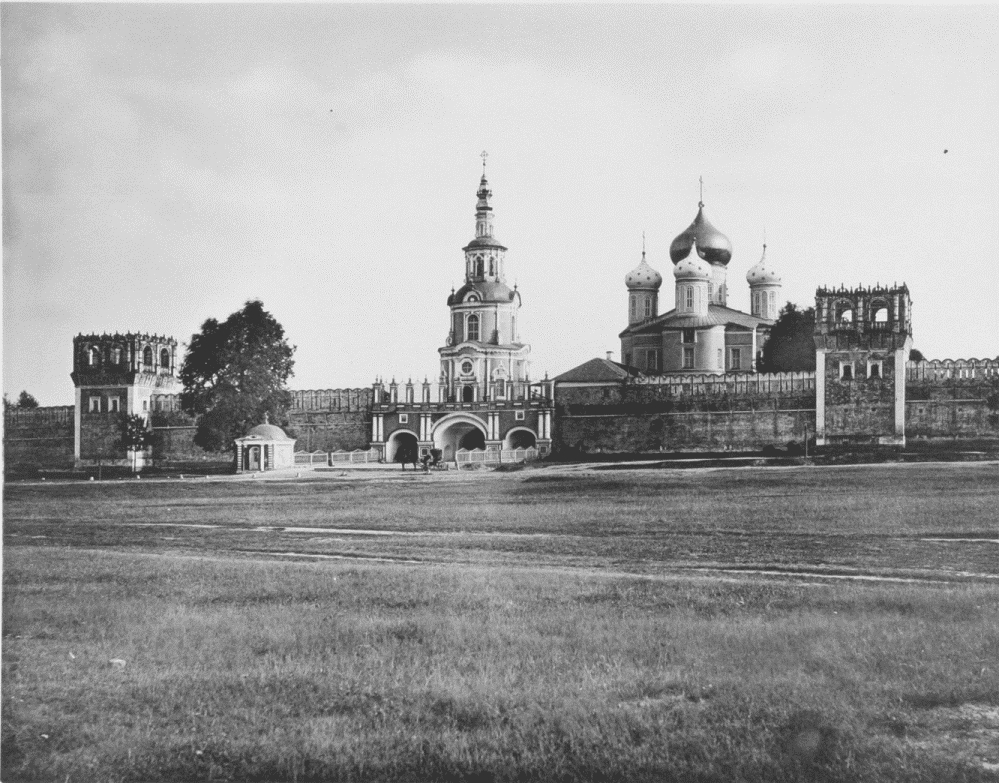
Monasterio Donskói de Moscú.
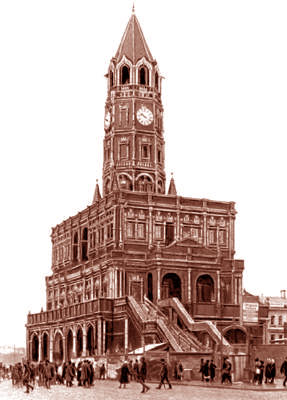
Torre Sújarev de Moscú.
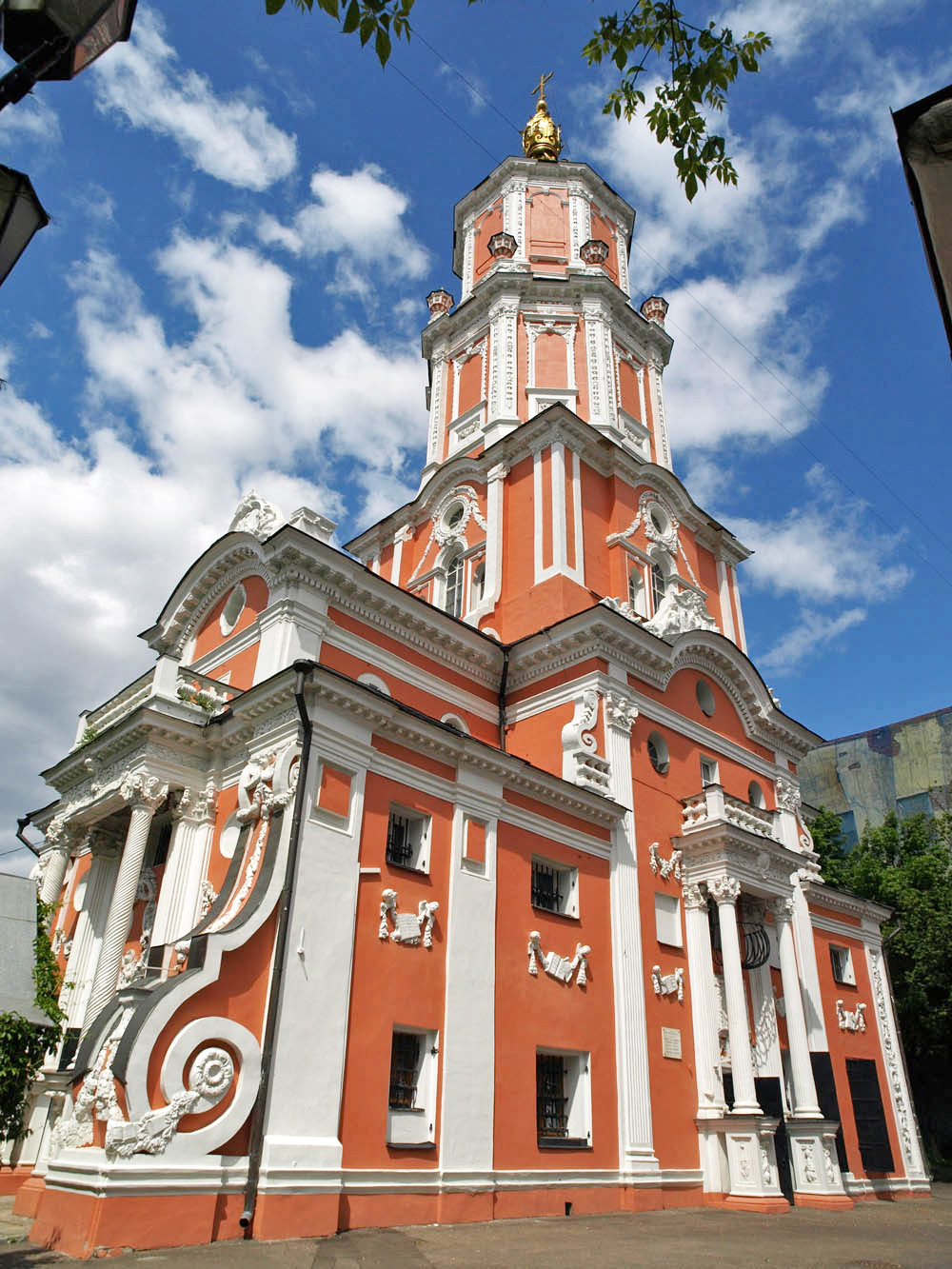
Torre Ménshikov
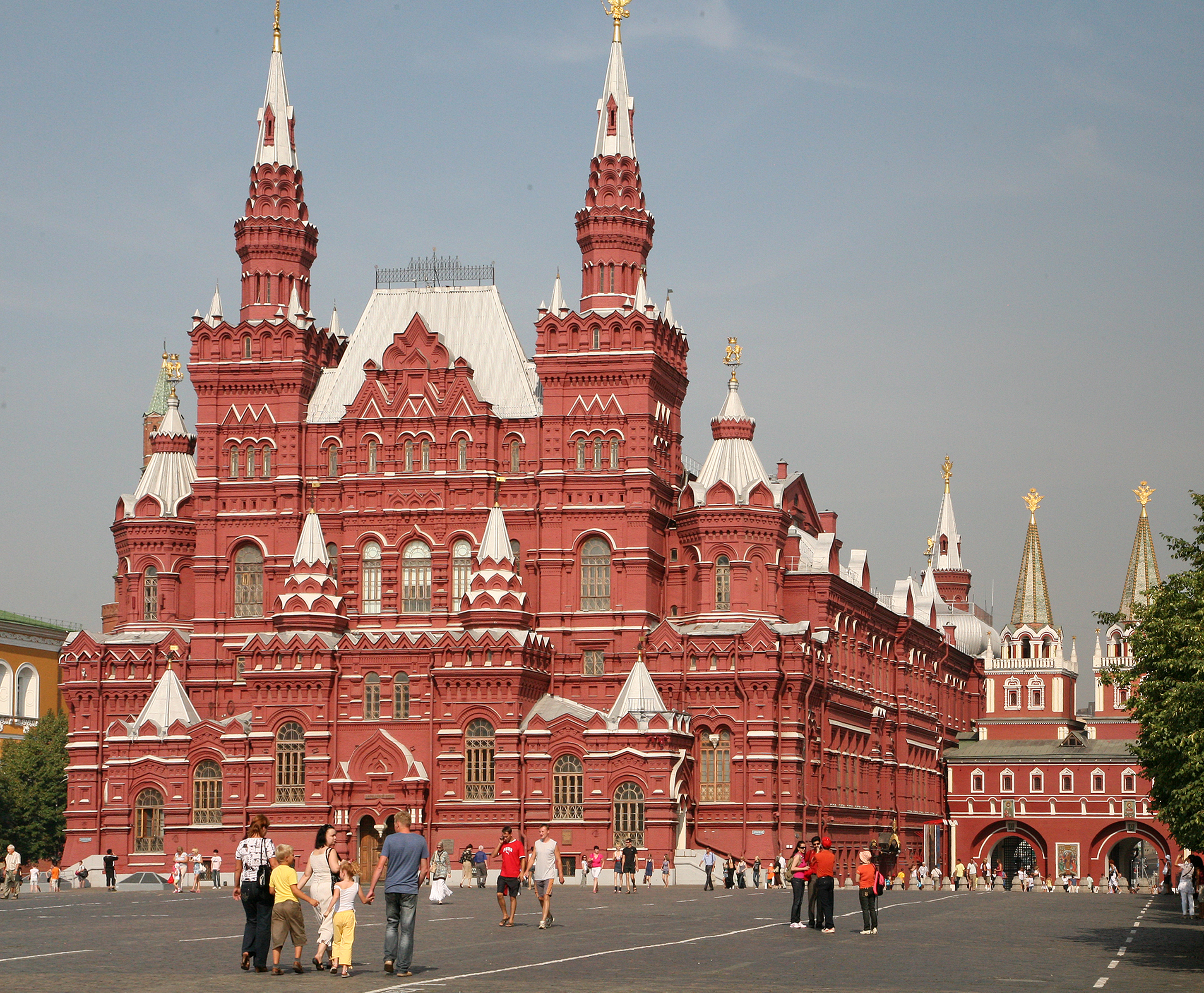
Museo Estatal de Historia de Moscú.

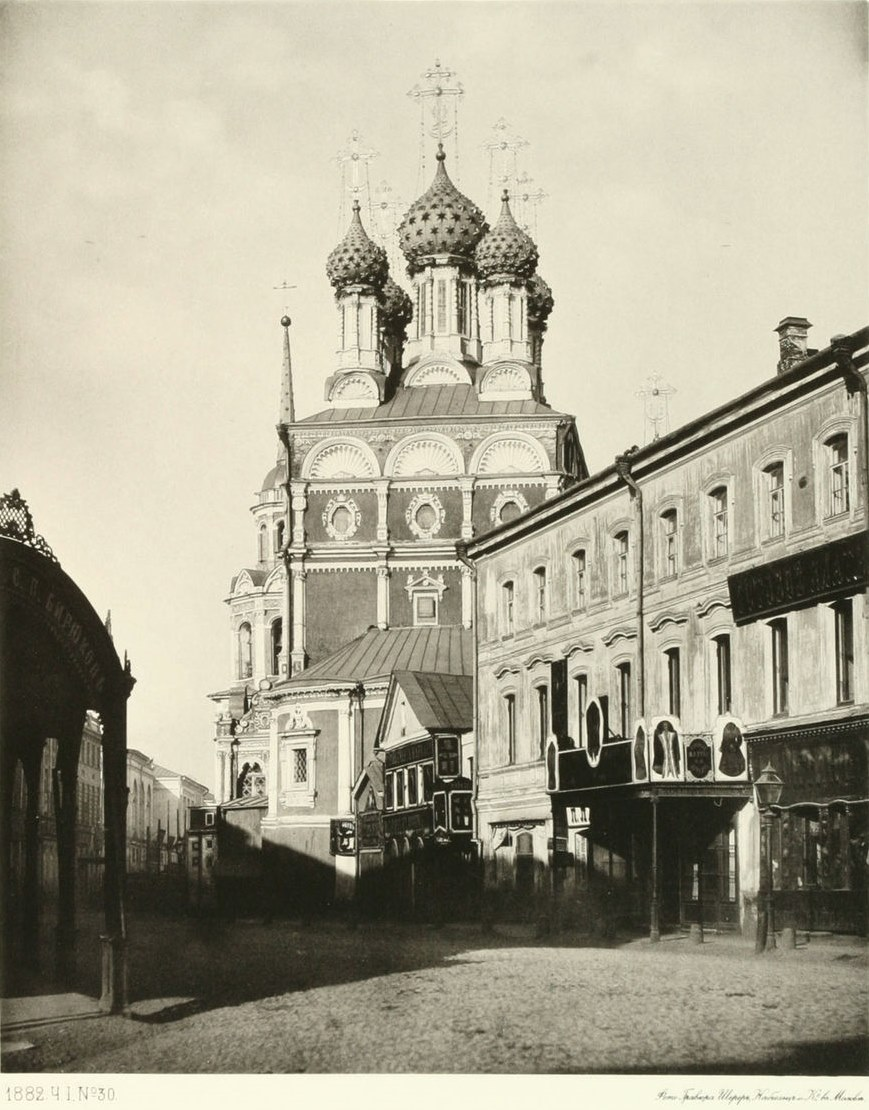
Iglesia de San Nicolás Gran Cruz
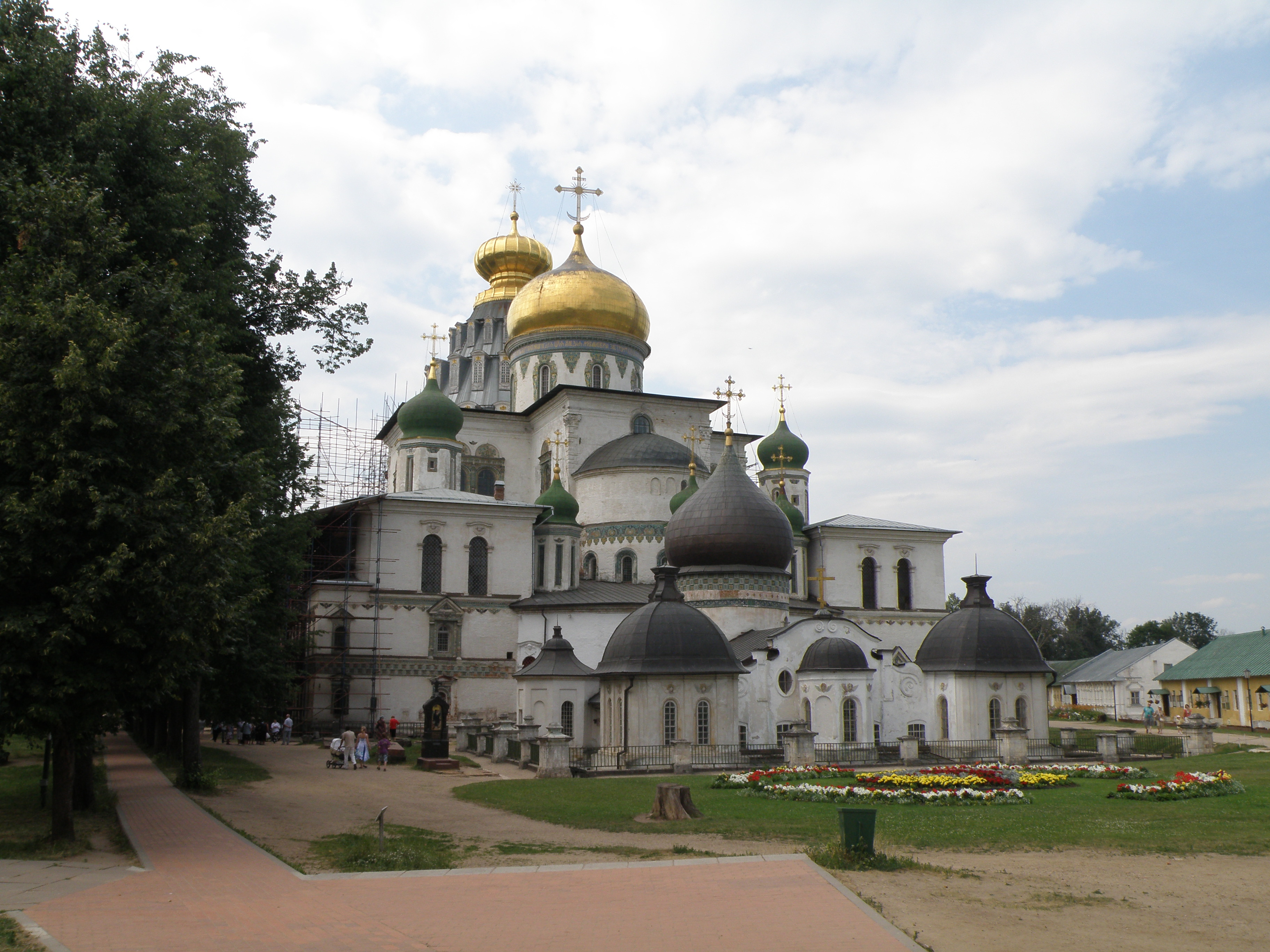
Catedral de la Resurrección en el Monasterio de Nueva Jerusalén
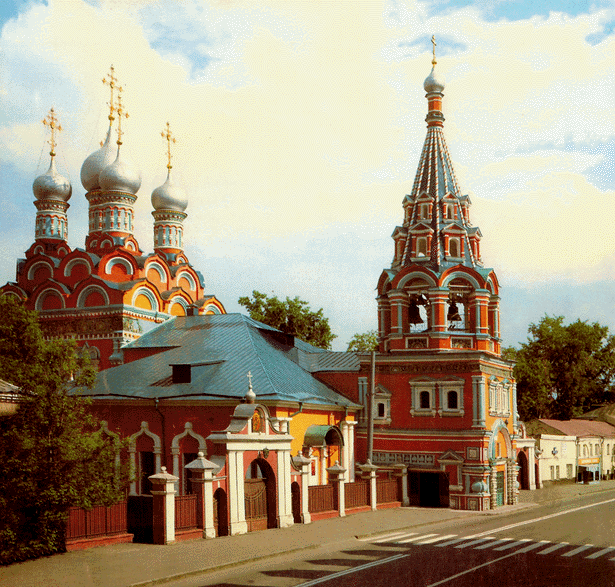
Iglesia de San Gregorio de Neocaesarea, Moscú
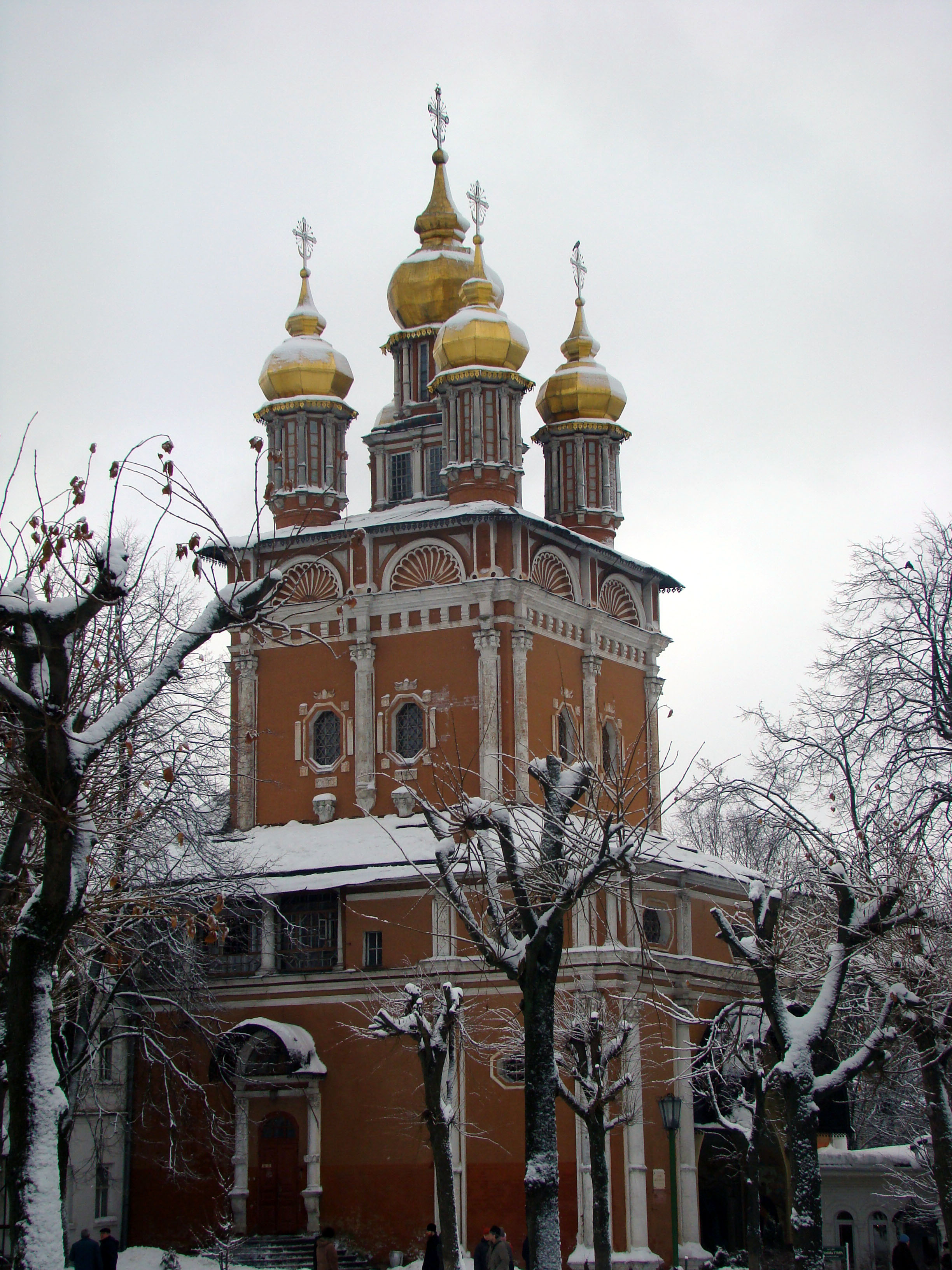
Iglesia de San Juan el Bautista en Sérguiyev Posad